# Resonator
Ein Resonator ist ein schwingfähiges System, dessen Komponenten auf eine oder mehrere bestimmte Frequenzen (Eigenfrequenzen) in der Art abgestimmt sind, dass der Resonator bei breitbandiger Anregung praktisch nur mit diesen Frequenzen schwingt (vgl. Resonanz).

## Akustische Resonatoren
Akustische Resonatoren (Luftschall) bestehen aus einem abgeschlossenen oder teilweise offenen Luftvolumen. Die Elastizität der Luft in einem Hohlraum führt zusammen mit der Massenträgheit der Luft zu bestimmten Resonanzfrequenzen. Der Helmholtz-Resonator ist ein teilweise offener Hohlraumresonator, ebenso wie ein einfaches Rohr (siehe auch Rijke-Rohr).

## Mechanische Resonatoren
Mechanische Resonatoren bestehen aus diskreten Federn und Massen oder schwingenden Körpern (Stimmgabel).

## Hydromechanische Resonatoren
Bei hydromechanischen Resonatoren bewegen sich (inkompressible) Flüssigkeitsmassen nach Reflexion an der Berandung des Flüssigkeitsgefäßes in Form einer stehenden Welle. Siehe Tideresonanz, Wellenresonanz, Seiche.

## Elektrische Resonatoren
Elektrische Resonatoren (Schwingkreise) bestehen aus folgenden diskreten Bauteilen als Energiespeicher:
- Kondensatoren (Kapazitäten): Energiespeicherung im elektrischen Feld
- Spulen (Induktivitäten): Energiespeicherung im magnetischen Feld.

Nach der Anregung des Systems, d. h. dem Aufladen eines Energiespeichers, wird die Energie fortlaufend zwischen den beiden Energiespeichern ausgetauscht („umgeladen“), das System „schwingt“.
Daneben existieren als elektromechanische Resonatoren weitere Bauformen wie z. B. Schwingquarze und Keramikresonatoren.

## Elektromagnetische Resonatoren
Elektromagnetische Resonatoren sind Resonanzräume für elektromagnetische Wellen. Sie werden beispielsweise im Laser (Laserresonator, Optischer Resonator), im Klystron, im Dielektrischen Resonator, in Teilchenbeschleunigern (siehe z. B. Linearbeschleuniger) oder in der Cavity-Ring-Down-Spektroskopie (CRDS) verwendet.